# Dioctria rufonigra
Dioctria rufonigra är en tvåvingeart som beskrevs av Oskar Theodor 1980. Dioctria rufonigra ingår i släktet Dioctria och familjen rovflugor.
Artens utbredningsområde är Israel. Inga underarter finns listade i Catalogue of Life.